# Avenida Paes de Barros
A Avenida Paes de Barros é uma importante via da cidade de São Paulo, que liga o distrito da Mooca ao centro.
Com cerca de quase quatro quilômetros de extensão, atravessa todo o bairro da Mooca (desde as proximidades da Radial Leste) à Vila Prudente.
A Avenida Paes de Barros além de ser uma das avenidas mais importantes do Bairro da Mooca também é reduto da colônia Italiana, uma das maiores de São Paulo.